# 平瑟角

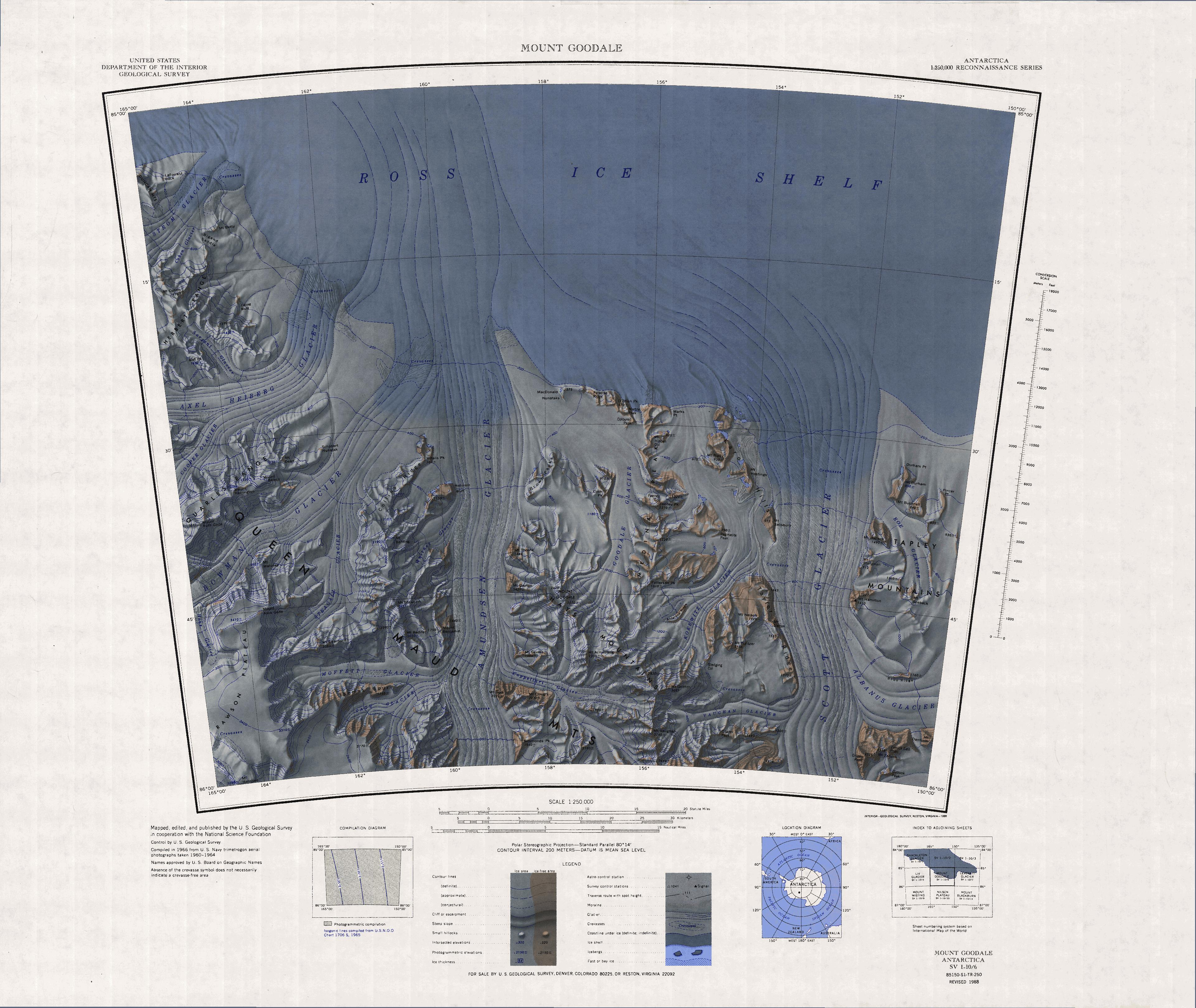

平瑟角（英語：Pincer Point），是南極洲的海岬，位於古爾德海岸，處於達勒姆角東南面7公里的塔普利山脈西北端，由英國探險隊發現和繪入地圖，現時由南極條約體系管理。